# 無我省吾
無我省吾（むがしょうご）は、日本及び元、明で活動した臨済宗大応派の禅匠である。

## 生涯
延慶3年（1310年）に京都で生誕し、早くに出家して仏道を学ぶ。その後大徳寺で宗峰妙超に参禅し、龍翔寺の月堂宗規の接化を受けた。月堂宗規に従い崇福寺に移り大悟する。貞和4年（1348年）、渡海して承天寺仲銘克新、浄慈寺用章廷俊、霊隠寺用貞輔良、天寧寺楚石梵琦、本覚寺了庵清欲ならびに育王寺月江正印の許に歴参した後、牛頭山で月堂宗規の法を嗣ぐことを表明した。至正17年（1357年）に帰国するが、月堂宗規の示寂に伴い貞治2年（1363年）には再び元に渡る。洪武6年（1373年）、洪武帝に説法を行い、洪武14年（1381年、日本の永徳元年）2月に示寂。洪武帝は菩薩号を贈諡した。